# 自由の岸辺
『自由の岸辺』（じゆうのきしべ）は、
2018年5月23日に、Daisy Music（ユニバーサルミュージック）から発売された佐野元春の2枚目のセルフカバー・アルバム。

## 概要
2011年発売『月と専制君主』に続く2作目のセルフカバーアルバム。演奏は佐野のバックバンドを務める「The HOBO　KING BAND」。
フォークやブルース、ジャズ、レゲエなど、全編を通して多彩なビートを奏でている。
マスタリングはグラミー賞受賞アルバムを多数手がけるギャビン・ラーセン、アナログ盤のカッティング・エンジニアはブルーノート・レーベルの全復刻盤を監修したベテラン・エンジニア、ロン・マクマスターが担当。
初回限定盤・通常盤・アナログ盤・ダウンロード配信の4形態での販売。初回限定盤は2枚組仕様で、「ミュージック・ビデオ「ハッピー・エンド」「夜に揺れて」と、ビルボードライブでの映像3曲を収録したDVDとCDを透明スリーブケースに収納。
アナログ盤は１８０g重量盤。音質との兼合いから「ナポレオンフィッシュと泳ぐ日」がカット、更に曲順も変更された。
なお、本作に収録された「ナポレオンフィッシュと泳ぐ日」は2003年発売のシングル「君の魂　大事な魂」カップリング曲として発売された作品から1分短く編集したテイクである（このテイクが本作発売時期である2018年現在まで、レーベルゲートCDでしか発売されていない為、CD-DAで発売したい佐野の意志からである）。

## 収録曲
- 全作詞・作曲：佐野元春

### CD
1. ハッピー・エンド[3:58]
2. 僕にできることは[3:15]
3. 夜に揺れて[4:29]
4. メッセージ[3:51]
5. ブルーの見解[3:39]
6. エンジェル・フライ[5:18]
7. ナポレオンフィッシュと泳ぐ日[7:30]
8. 自由の岸辺[4:32]
9. 最新マシンを手にした子供達[4:35]
10. ふたりの理由、その後[3:37]
11. グッドタイムス & バッドタイムス[4:03]

### 初回限定盤DVD
＜ミュージック・ビデオ＞　　　
1. 夜に揺れて
2. ハッピーエンド 
＜ライブ収録:ビルボード東京 2017年11月29日第2公演＞
3. ナポレオンフィッシュと泳ぐ日
4. ブルーの見解
5. 僕にできることは

### アナログ盤

#### A面
1. ハッピーエンド
2. 僕にできることは
3. 夜に揺れて
4. ブルーの見解
5. エンジェル・フライ

#### B面
1. メッセージ
2. 自由の岸辺
3. 最新マシンを手にした子供達
4. ふたりの理由、その後
5. グッドタイムス & バッドタイムス

## スタッフ・クレジット
THE HOBO KING BAND
- Vocal, Wurlitzer, Guitar：佐野元春
- Drums：古田たかし
- Bass：井上富雄
- Piano, Organ：Dr. kyOn
- Guitar：長田進

- Produced by: Moto 'Lion' Sano
- Co-produced by: 大井 'スパム' 洋輔
- Recorded & Mixed by: 渡辺省二郎
- CD Mastering Engineer: GAVIN LURSSEN
- Analog Cutting Engineer: RON McMASTER